# دوداراکی
دوداراکی (به لاتین: Devdaraki) یک یخچال طبیعی است که در گرجستان واقع شده‌است.